# Boumalne Dades
Boumalne Dades (arabiska: بو مالن دادس) är en stad i Marocko. Den ligger i provinsen Tinghir och regionen Drâa-Tafilalet, 300 km söder om huvudstaden Rabat. Antalet invånare var 12 328 vid folkräkningen 2014.